# Beyssac
Beyssac är en kommun i departementet Corrèze i regionen Nouvelle-Aquitaine i de centrala delarna av Frankrike. Kommunen ligger  i kantonen Lubersac som tillhör arrondissementet Brive-la-Gaillarde. År 2022 hade Beyssac 487 invånare.

## Befolkningsutveckling
Antalet invånare i kommunen Beyssac
Referens:INSEE